# Douglas County (Georgia)
Das Douglas County ist ein County im Bundesstaat Georgia der Vereinigten Staaten. Verwaltungssitz (County Seat) ist Douglasville.

## Geographie
Das County liegt im Nordwesten von Georgia, ist im Westen etwa 40 km von der Ostgrenze von Alabama entfernt und hat eine Fläche von 519 Quadratkilometern, wovon zwei Quadratkilometer Wasseroberfläche sind, und grenzt im Uhrzeigersinn an folgende Countys: Cobb County, Fulton County, Carroll County und Paulding County.
Das County ist Teil der Metropolregion Atlanta.

## Geschichte
Douglas County wurde am 17. Oktober 1870 aus Teilen des Carroll County und einem kleinen Teil des Cherokee County gebildet. Benannt wurde es, ebenso wie Douglasville, nach Stephen A. Douglas, einem Kongress-Mitglied und Rivale von Abraham Lincoln während der Präsidentschaftskandidatur.

## Wirtschaft
Im Douglas County ist eines der weltweit größten Rechenzentren des Konzerns Google ansässig.

## Demografische Daten
Laut der Volkszählung von 2010 verteilten sich die damaligen 132.403 Einwohner auf 46.624 bewohnte Haushalte, was einen Schnitt von 2,81 Personen pro Haushalt ergibt. Insgesamt bestehen 51.672 Haushalte.
73,8 % der Haushalte waren Familienhaushalte (bestehend aus verheirateten Paaren mit oder ohne Nachkommen bzw. einem Elternteil mit Nachkomme) mit einer durchschnittlichen Größe von 3,27 Personen. In 42,6 % aller Haushalte lebten Kinder unter 18 Jahren sowie in 17,8 % aller Haushalte Personen mit mindestens 65 Jahren.
31,1 % der Bevölkerung waren jünger als 20 Jahre, 27,2 % waren 20 bis 39 Jahre alt, 28,5 % waren 40 bis 59 Jahre alt und 13,1 % waren mindestens 60 Jahre alt. Das mittlere Alter betrug 35 Jahre. 48,2 % der Bevölkerung waren männlich und 51,8 % weiblich.
52,5 % der Bevölkerung bezeichneten sich als Weiße, 39,5 % als Afroamerikaner, 0,3 % als Indianer und 1,4 % als Asian Americans. 3,9 % gaben die Angehörigkeit zu einer anderen Ethnie und 2,4 % zu mehreren Ethnien an. 8,4 % der Bevölkerung bestand aus Hispanics oder Latinos.
Das durchschnittliche Jahreseinkommen pro Haushalt lag bei 52.997 USD, dabei lebten 16,2 % der Bevölkerung unter der Armutsgrenze.

## Kultur und Sehenswürdigkeiten

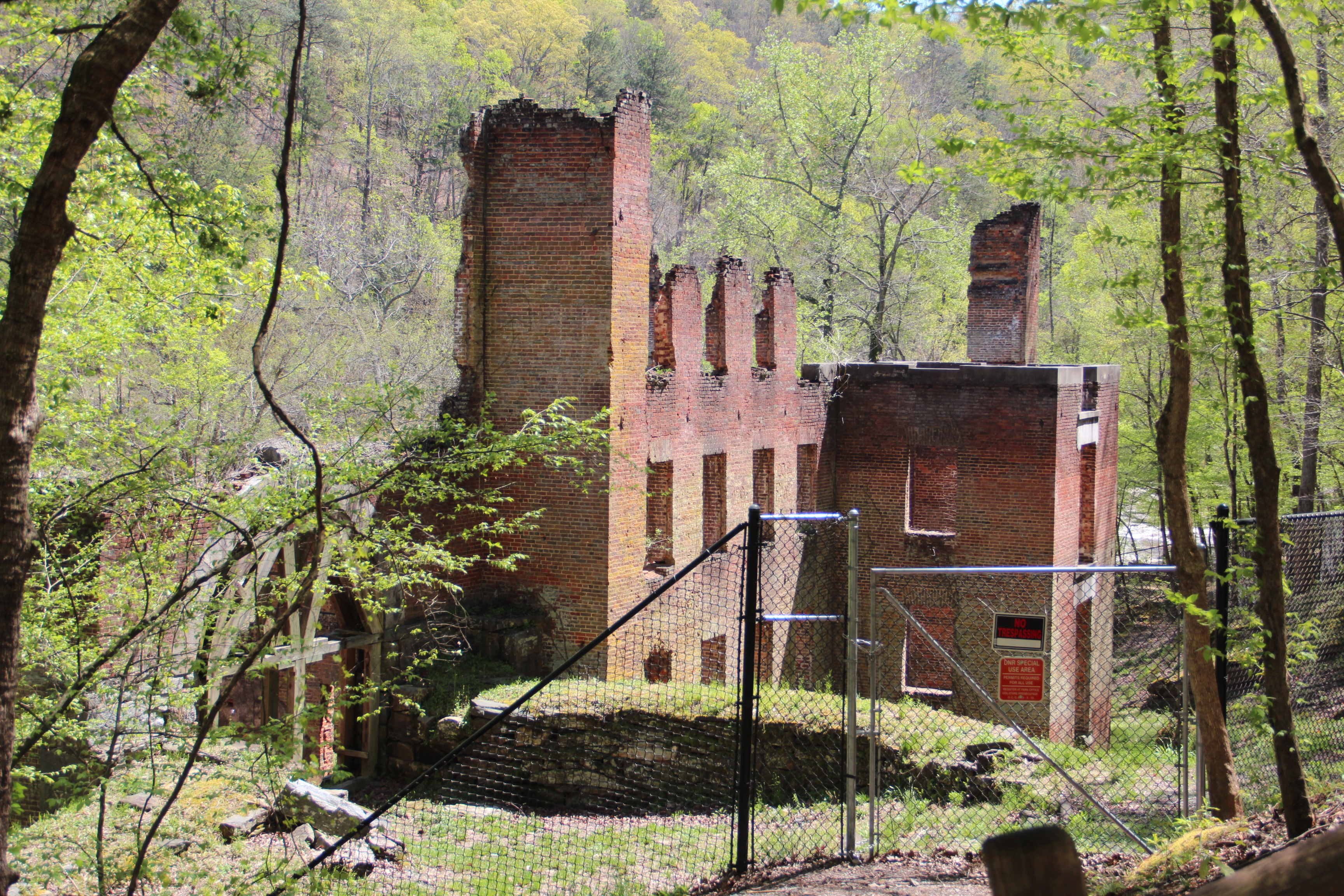
Sweet Water Manufacturing Site in Atlanta (2016). Das Fabrikgebäude entstand in den späten 1840er Jahren, wobei der ehemalige Gouverneur Charles James McDonald und Oberst James Rogers die Unternehmensleitung innehatten. Im Jahr 1857 wurde die Garn und Schrauben produzierende Firma in New Manchester Manufacturing Company umbenannt. Das Werk wurde im Juli 1864 während des Sezessionskriegs von Unionstruppen zerstört. Im November 1977 wurde die Sweet Water Manufacturing Site als erstes Objekt im County in das NRHP eingetragen.

Acht Bauwerke, Stätten und „historische Bezirke“ (Historic Districts) im Douglas County sind im National Register of Historic Places („Nationales Verzeichnis historischer Orte“; NRHP) eingetragen (Stand 30. September 2023), darunter das ehemalige Courthouse, ein Freimaurertempel und der historische Ortskern von Douglasville.

## Orte im Douglas County
Orte im Douglas County mit Einwohnerzahlen der Volkszählung von 2010:
Cities:
- Austell – 6.581 Einwohner
- Douglasville (County Seat) – 30.961 Einwohner
- Villa Rica – 13.956 Einwohner
  - Die Pine Mountain Gold Mine bei Villa Rica ist ein historisches Schaubergwerk; die Mine wurde 2008 in das National Register of Historic Places aufgenommen.

Census-designated place:
- Lithia Springs – 15.491 Einwohner